# Christine Elisabeth Hollerer
Christine Elisabeth Hollerer (* 22. März 1960) ist eine österreichische Mineralogin und Kristallographin.
Sie ist Erstbeschreiberin des Minerals Galgenbergit-(Ce), das von der International Mineralogical Association unter internen Eingangs-Nr. 1997-036 anerkannt wurde. Dieses Mineral ist zum Datum seiner Entdeckung (durch Josef Taucher gemeinsam mit C. E. Hollerer) neben Admontit, Ankerit, Gersdorffit, Lazulith und Pretulit eines von sechs Typusmineralen für das Bundesland Steiermark innerhalb der historisch belegten Wissenschaftsgeschichte der Mineralogie. Hollerer ist Mitglied der Österreichischen Mineralogischen Gesellschaft. Sie forscht österreichweit am Gebiet der regionalen topographischen Mineralogie mit dem Ergebnis zahlreicher erdwissenschaftlicher Publikationen.

## Werdegang
Christine Elisabeth Hollerer absolvierte das Studium der Erdwissenschaften (Mineralogie und Kristallographie) an der Karl-Franzens-Universität Graz.

## Veröffentlichungen (Auswahl)
- Christine Elisabeth Hollerer: Ca(REE)2(CO3)4·H2O, ein neues Mineral aus dem Eisenbahntunnel Galgenberg bei St.Michael ob Leoben, Steiermark, Österreich. Hochschulschrift (1997), S. 160.[2]
- C. Hollerer, K. Ettinger, J. Taucher, F. Walter: CaRE2(CO3)4, ein neues Mineral aus der Steiermark, Österreich. Mitteilungen, Österreichische Mineralogische Gesellschaft 141 (1996), S. 114–115.
- C. E. Hollerer: Ca(REE)2(CO3)4·H2O, ein neues Mineral aus der Steiermark – Mitteilungen, Österreichische Mineralogische Gesellschaft 143 (1998), 200-201.
- Josef Taucher, Christine Elisabeth Hollerer. Die Mineralien des Bundeslandes Steiermark in Österreich. CD, 2001. ISBN 3-9501422-0-7.
- C. E. Hollerer: Ca(REE)2(CO3)4·H2O, ein neues Mineral aus der Steiermark. In: Jambor, Roberts (Hrsg.): New Mineral Names. In: American Mineralogist Band 89 (2004), 1826.
- F. Walter, HP. Bojar, C.E. Hollerer und andere: The crystal structure of galgenbergite-(Ce), CaCe2(CO3)4∙H2O. In: Mineralogy and Petrology 107 (2013), S. 189–199.[3]
- Josef Taucher, Christine Elisabeth Hollerer: Entdeckungsgeschichte des Minerals Weinebeneit – vom Lithiumbergbau am Brandrücken (Weinebene, Koralpe, Kärnten). In: Von den Alpen bis ans Meer / herausgegeben von Eva Steigberger, Wien : Phoibos Verlag (2020) Nr. 86, ab S. 187. ISBN 978-3-85161-231-8.

## Weblink
- Galgenbergit-(Ce). In: Mineralienatlas Lexikon. Geolitho Stiftung, abgerufen am 13. Juli 2021.